# Pedriano
Pedriano (Pedriàn in dialetto milanese) è una frazione della città lombarda di San Giuliano Milanese posta a sud del centro abitato, a discreta distanza dalla sede municipale ma praticamente a contatto col nucleo urbano di Melegnano.

## Storia
La località è un borgo agricolo di antica origine.
Nell'ambito della suddivisione in pievi del territorio milanese, apparteneva alla pieve di San Giuliano, e confinava con Viboldone e Santa Brera a nord, Melegnano ad est e a sud, e Carpiano e Mezzano ad ovest. Nei registri del 1751, la località fece registrare 277 residenti.
In età napoleonica, nel 1805, la popolazione risultò diminuita a 163 anime, ma nonostante ciò nel 1809 furono aggregati a Pedriano i comuni di Mezzano e Santa Brera, per un complesso di 564 persone. Due anni dopo Pedriano fu annessa a sua volta a Melegnano. Tutte le località recuperarono l'autonomia nel 1816 dopo la costituzione del Regno Lombardo-Veneto.
Col passare degli anni tuttavia, furono gli stessi governanti tedeschi ad accorgersi della razionalità dell'operato napoleonico, e così Mezzano e Santa Brera furono aggregate definitivamente a Pedriano nel 1841 con dispaccio governativo del 24 luglio. Al censimento del 1853 il Comune di Pedriano fece contare 703 abitanti, a quello del 1861 il numero era salito a 838.
Nel 1870 il Comune di Pedriano venne aggregato al Comune di Viboldone, che nel 1893 assunse il nome di San Giuliano Milanese. La nuova geografia amministrativa apparve in contrasto con il precedente schema napoleonico e con l’antica ripartizione ecclesiastica, specialmente tenendo conto della prossimità fisica di Pedriano con l'insediamento urbano melegnanese.